# Schleuse Paretz
Die Schleuse Paretz, früher auch Paretzer Schleuse genannt, ist eine nicht mehr betriebsfähige Schleuse in den havelseitigen Resten des ehemaligen Nauen-Paretzer-Kanals. Zur Gesamtanlage gehören ein leistungsstarkes Schöpfwerk, ein Trafoturm sowie ein nicht mehr vorhandenes Schleusenwärterhaus. Die Anlage ist unter der Objektnummer 09150424 in der Denkmalliste des Landes Brandenburg eingetragen.

## Geschichte
Auf Befehl des preußischen Königs Friedrich Wilhelm I. wurde ab 1718 begonnen, die Havelniederungen im Havelbogen westlich von Berlin landwirtschaftlich nutzbar zu machen. Im zwischen Rathenow und Falkensee gelegenen Havelländischen Luch lagen regelmäßig von der Landwirtschaft nicht nutzbare überschwemmte Flächen brach. Durch die Anlage einer Vielzahl von Be- und Entwässerungsgräben sollte dieses Gebiet in fruchtbares Ackerland umgewandelt werden, indem das Wasser am tiefsten Punkt gesammelt wurde. Es musste nur über einen Kanal abgeleitet werden. Mit der Durchführung beauftragte er den Oberjägermeister Samuel von Hertefeldt. Es entstand der Große Havelländische Hauptkanal. Der Kanal beginnt am heutigen Schöpfwerk Zeestow und endet im Hohennauener See. Das Wasser aus den tieferliegenden Gebieten wurde mittels windgetriebener Pumpen und Schöpfräder in den Kanal befördert, der zur Havel entwässert. Ab 1913 wurde mit dem Bau des Nauen-Paretzer-Kanals begonnen. Der Kanal war eine Verbindung zwischen der Havel bei Paretz und dem Großen Havelländischen Hauptkanal nördlich der Stadt Nauen. Während des Ersten Weltkriegs wurden bei den Bauarbeiten Kriegsgefangene eingesetzt. Die Verkehrsfreigabe für den gesamten Kanal erfolgte 1921. Sein südlicher Abschnitt ab Zeestow wurde in den 1951 bis 1952 gebauten Havelkanal einbezogen und dafür erneut vergrößert und begradigt. Der Nauen-Paretzer-Kanal hatte eine mittlere Breite von 20,00 Metern und eine durchschnittliche Tiefe von 1,60 Metern.
Im Mai 1945 war das Gelände um die Paretzer Schleuse herum Schauplatz letzter Angriffe deutscher Truppen, die versuchten, bei Paretz und Ketzin den Ring der sowjetischen Armee zu durchbrechen, um nach Westen zu gelangen. Einschusslöcher am Trafoturm zeugen noch heute von den damaligen Kämpfen. Das Schleusenwärterhaus gegenüber dem Pumpenhaus brannte in Folge der Kämpfe nieder.

## Die Schleuse
Die Schleuse Paretz wurde von 1913 bis 1916 gebaut. In den drei Jahren entstand hier, rund einen Kilometer von der Paretzer Ortsgrenze entfernt, ein bemerkenswertes Bauensemble im Stile der Berliner Industriearchitektur. Während der Jahre des Ersten Weltkrieges waren es vorwiegend französische und englische Kriegsgefangene, die für die Bauarbeiten herangezogen wurden. Die Schleusenkammer mit ursprünglich durchgehend schrägen Schleusenwänden ist zwischen den Toren etwa 70,00 Meter lang. Die nutzbare Länge der Kammer lag vermutlich bei 65,00 Meter, dem Plauer Maßkahn. Die Einfahrtsbreite an den Toren beträgt etwa 8,50 Meter, die Fallhöhe etwa 1,50 Meter. Die Schleusentore im südlichen Oberhaupt und nördlichen Unterhaupt wurden als elektrisch angetriebene Schiebetore ausgeführt.

## Schleusenbilder

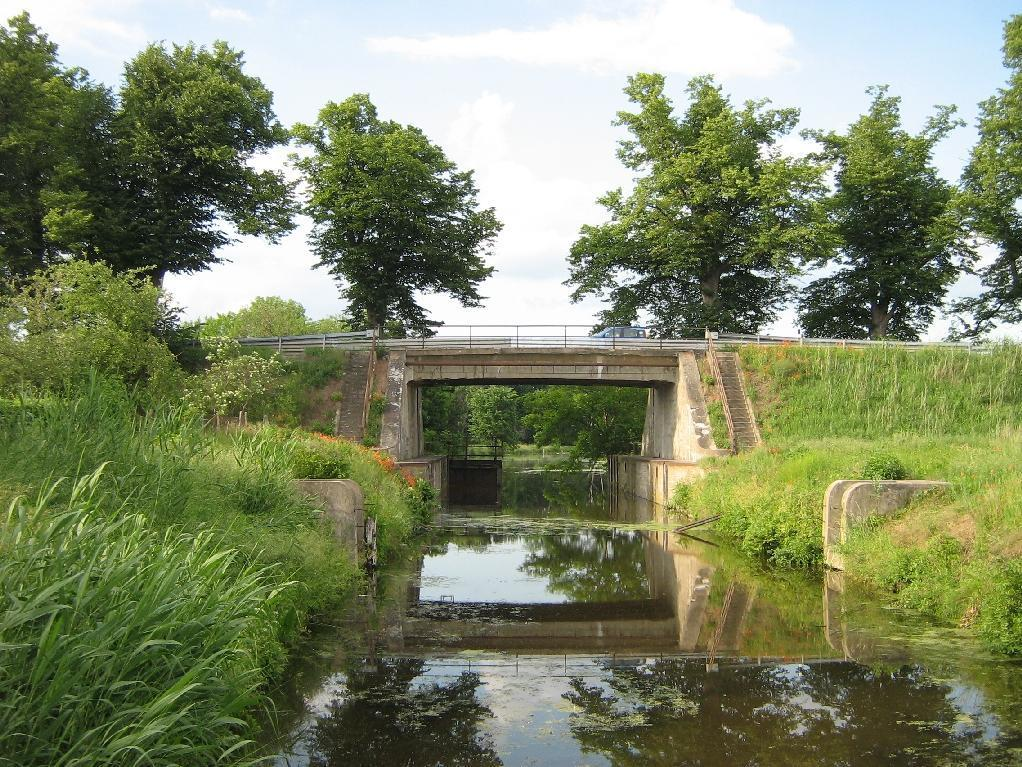
Zustand 2007
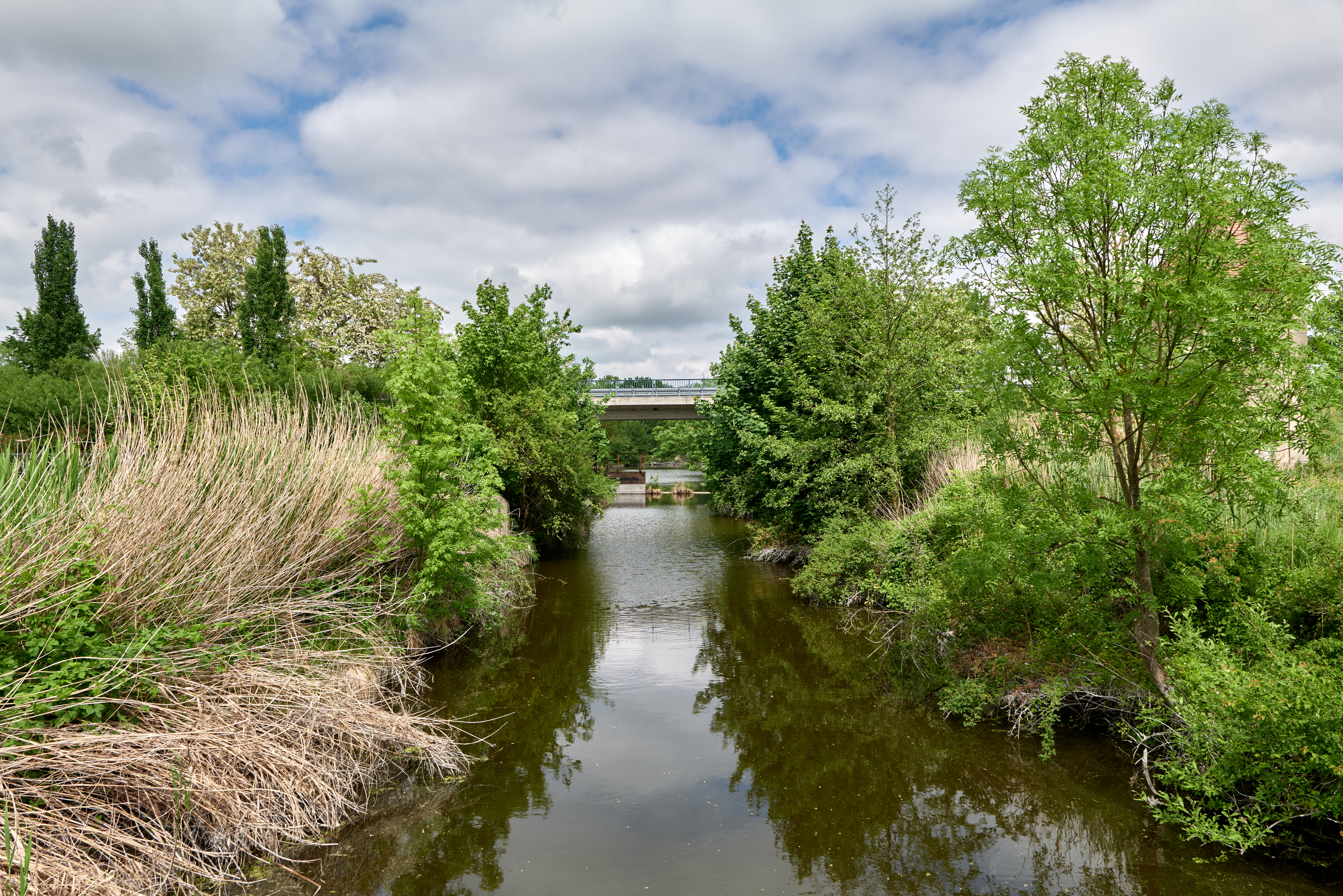
Zustand 2024
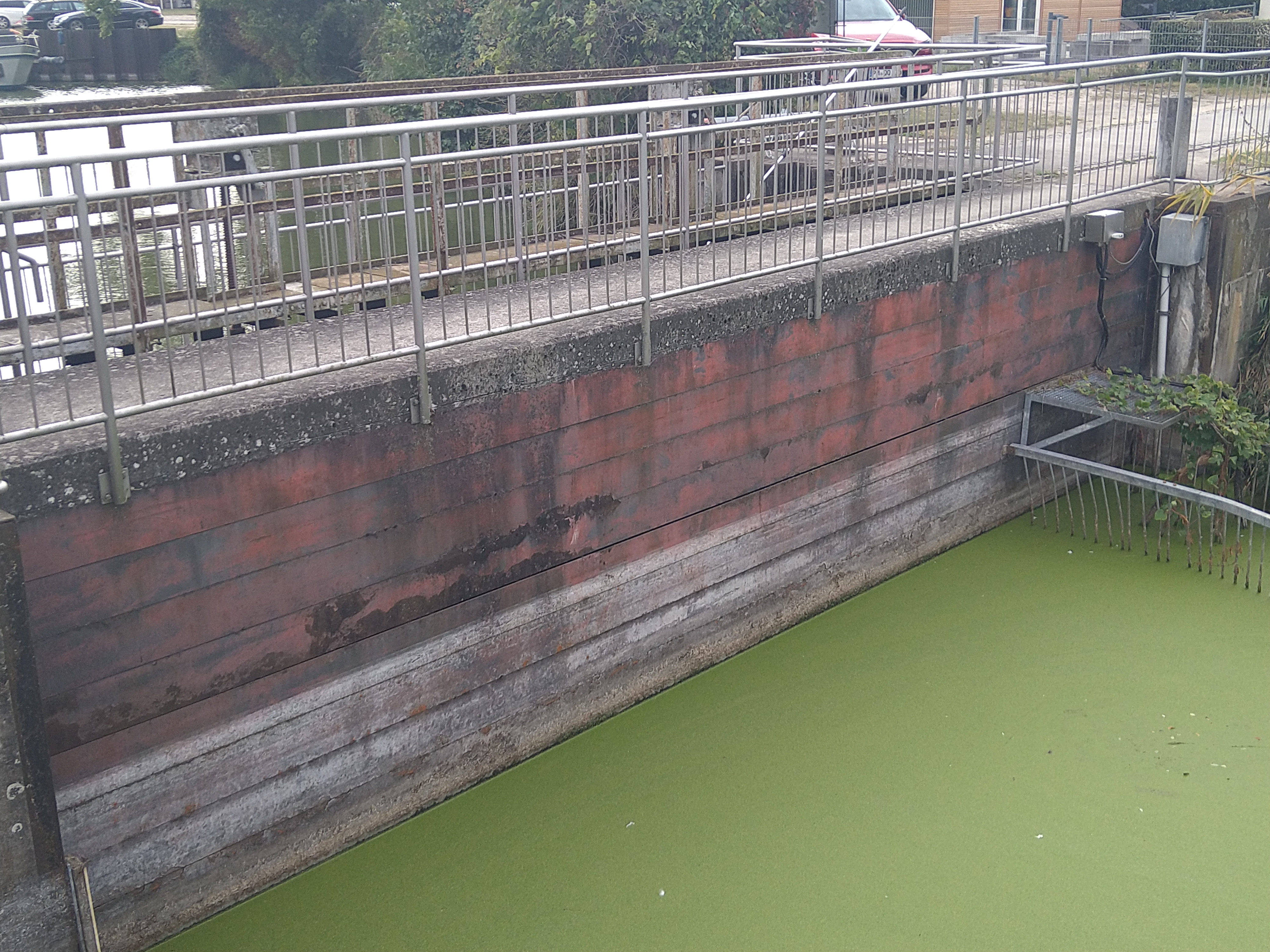
Tor Oberhaupt Havelseite, fest verbetoniert
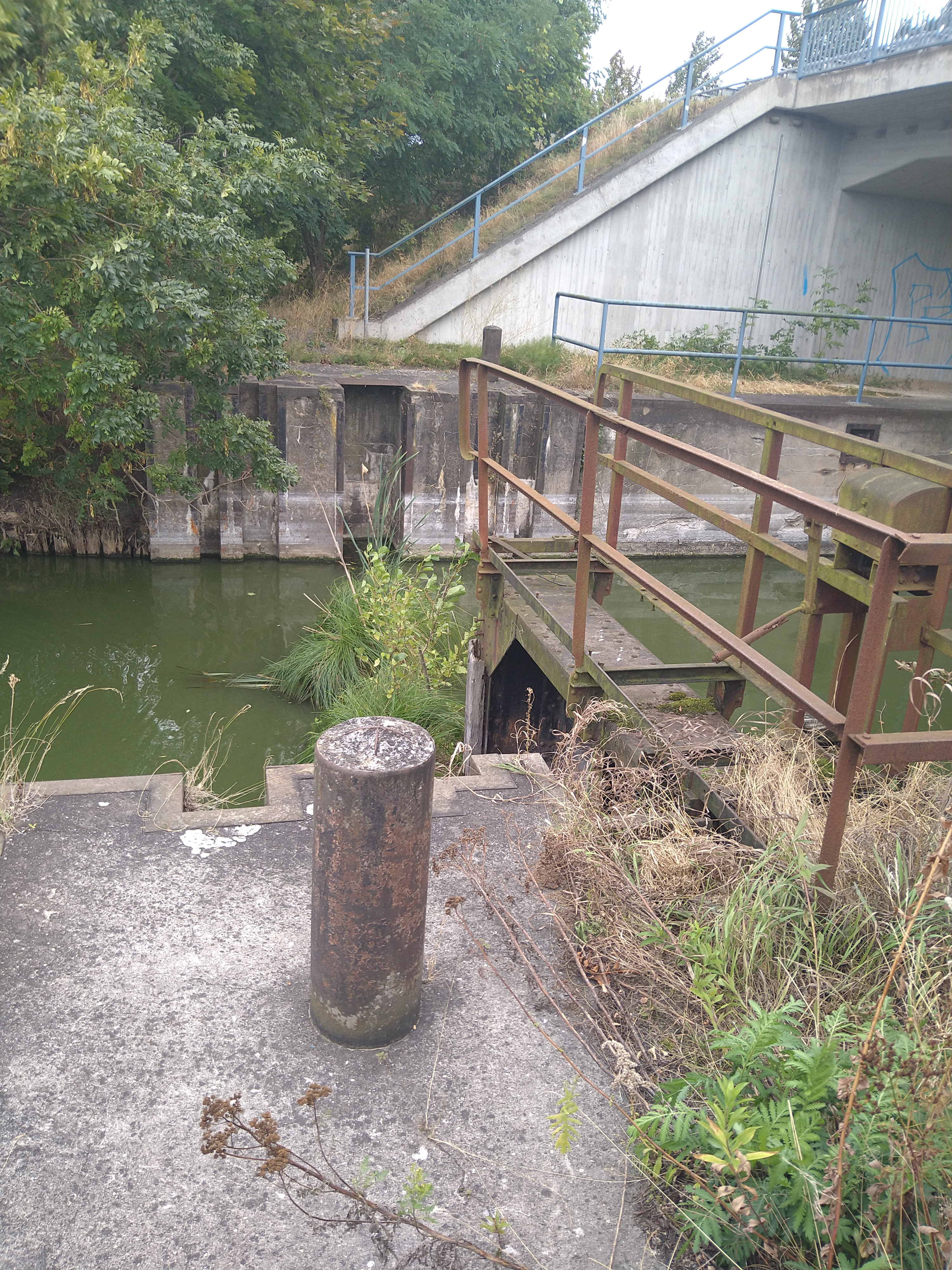
Tor Unterhaupt, teilgeöffnet

## Schöpfwerk

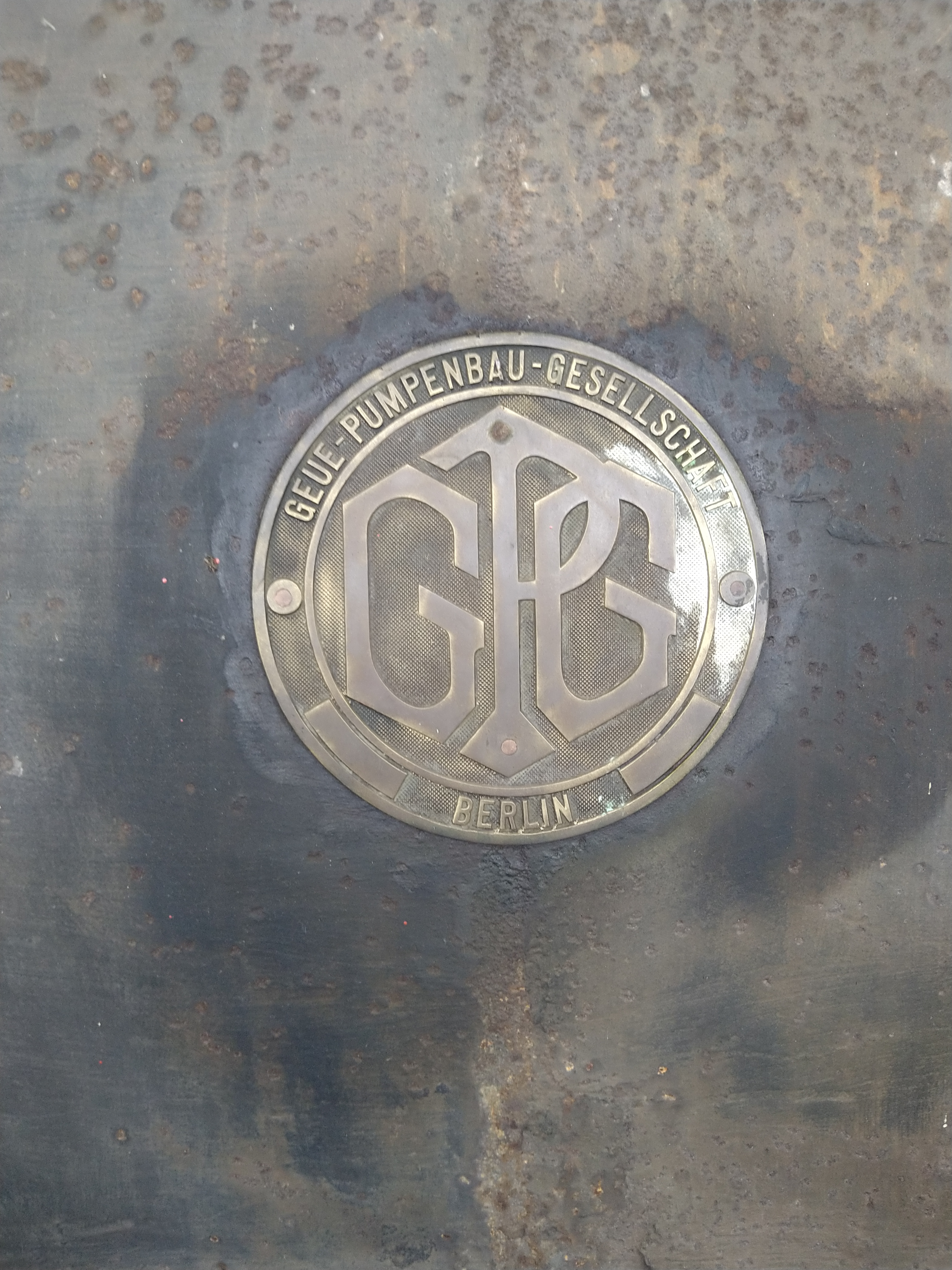
Herstellerschild der Geue-Pumpenbau Gesellschaft Berlin

Um eine dauerhafte wirtschaftliche Nutzung der Luchflächen durch die Landwirtschaft zu garantieren, wurde gleich neben der Paretzer Schleuse ein leistungsstarkes Schöpfwerk gebaut. Angetrieben wurden die Pumpen der Geue-Pumpenbau Gesellschaft Berlin von Elektromotoren der Firma AEG und erreichten eine Förderleistung von 22.000 Kubikmetern pro Stunde. Das Wasser wurde und wird auf kurzem Weg über den Rest des alten Kanals und den Havelkanal direkt in die Havel geleitet. Dadurch konnten rund 500 Quadratkilometer Land zusätzlich als Ackerflächen nutzbar gemacht werden.
Im Verlauf der Geschichte wurde die Funktion des Schöpfwerks in den 1970er Jahren durch zwei modernere, leistungsstarke elektrische Unterwasserpumpen ersetzt. Die alten originalen Pumpen, Elektromotoren, Getriebe und die technische Ausstattung im Gebäude neben der Schleuse blieben weitgehend erhalten. Die gesamte Anlage wurde 1984, zwei Jahre nach Stilllegung der bis 1982 noch betriebenen kleineren der beiden Pumpen, in die Kreisdenkmalliste des Kreises Nauen eingetragen.

## Bilder vom Schöpfwerk

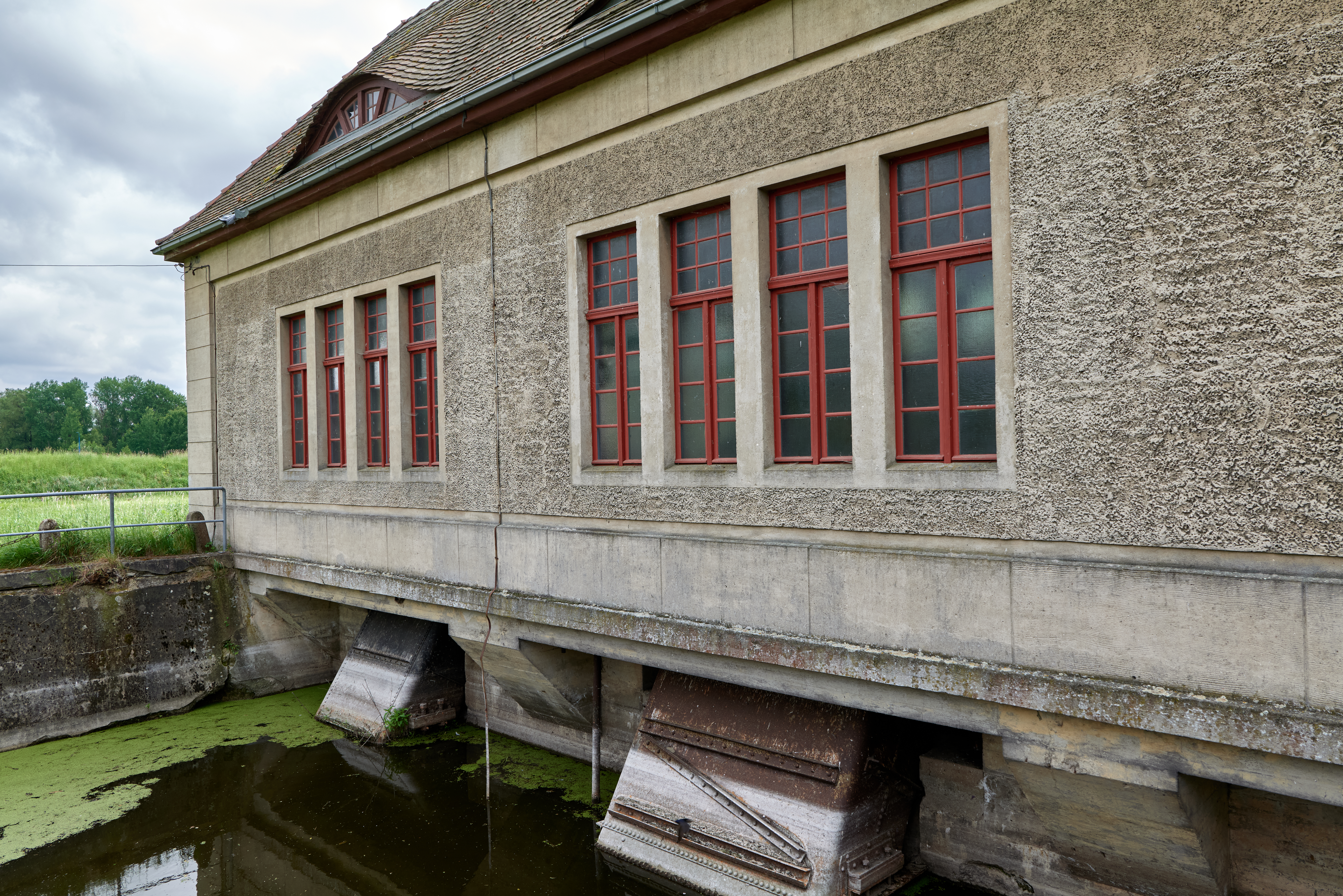
Saugseite Luch
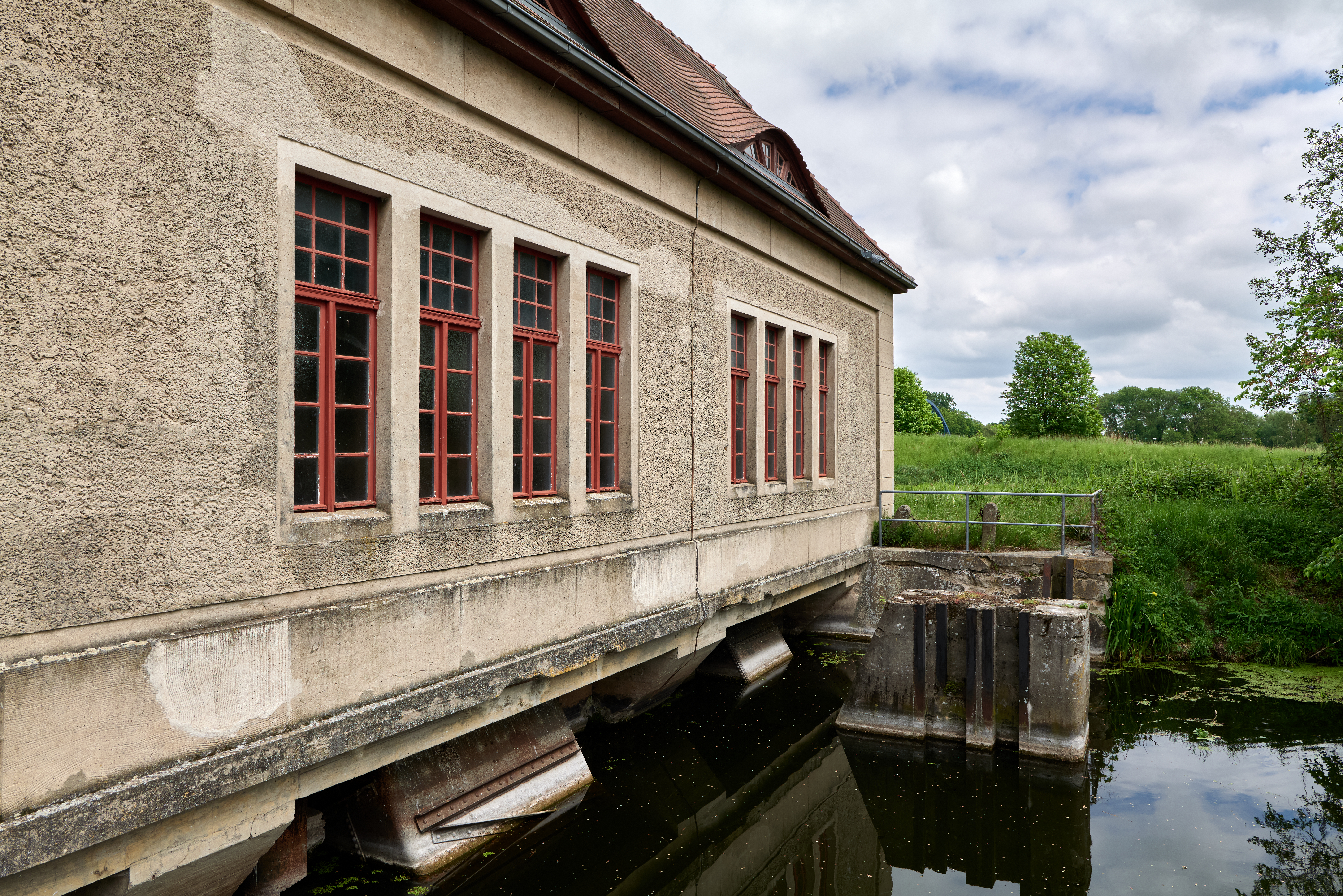
Druckseite Havel
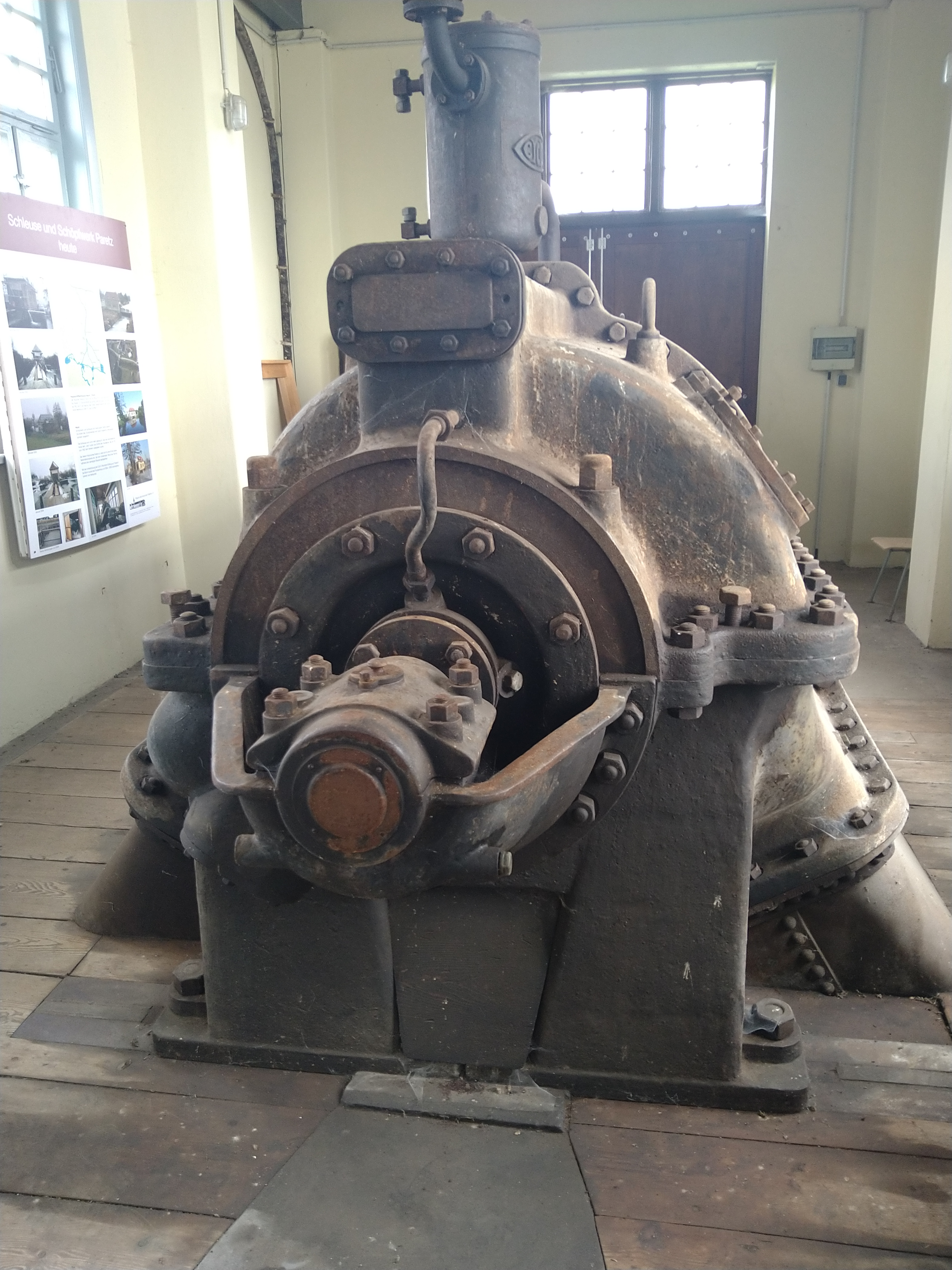
Alte Pumpe
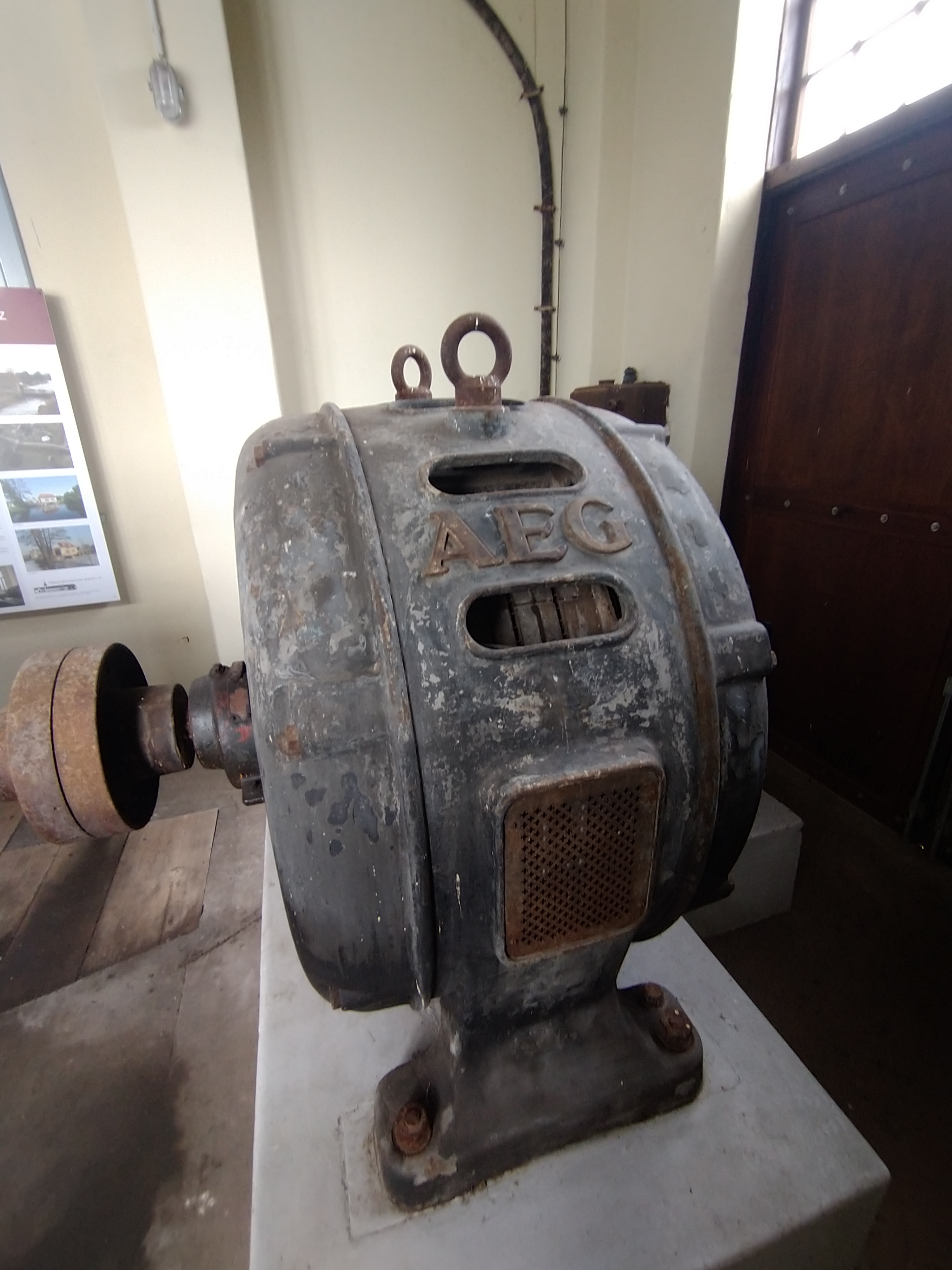
E-Motor

## Verein historisches Paretz e. V.
Betreut wird die Anlage vom Verein historisches Paretz e. V. und von dessen ehrenamtlichen Mitgliedern gepflegt. So konnte 2006 der Verein historisches Paretz e. V. das Pumpenhaus, dank Spenden und dem Engagement seiner Mitglieder, denkmalgerecht sanieren. Am Tag des offenen Denkmals kann die Anlage besichtigt werden.

## Karten
- Folke Stender: Redaktion Sportschifffahrtskarten Binnen 2. Nautische Veröffentlichung Verlagsgesellschaft, ISBN 3-926376-10-4.
- W. Ciesla, H. Czesienski, W. Schlomm, K. Senzel, D. Weidner: Schiffahrtskarten der Binnenwasserstraßen der Deutschen Demokratischen Republik 1:10.000. Band 3. Herausgeber: Wasserstraßenaufsichtsamt der DDR, Berlin 1988, OCLC 830889996. S. 64.